# L'essentiel
L'essentiel és un diari gratuït francòfon de Luxemburg. L'essentiel va néixer el 10 d'octubre de 2007, publicat per Edita SA, filial de la suïssa Tamedia i la luxemburguesa Editpress. És el diari més llegit de Luxemburg per la població d'entre 15 i 49 anys. Es distribueix a través de la venda ambulant o en dispensadors instal·lats a les principals artèries de transport, algunes rutes d'autobusos, edificis importants (universitaris) o llocs de gran concurrència, com els centres comercials.
El diari, publicat de dilluns a divendres en paper i durant tota la setmana en línia, se centra en l'actualitat nacionals i internacional, l'economia, els esports, l'entreteniment, la tecnologia i diverses temàtiques, com viatges, cinema, televisió, sortides, motor o còmics. Va estrenar un nou disseny el 10 d'octubre de 2010, any en què el diari va començar a ser rendible. El 2014 va tenir una tirada de 105.000 exemplars per dia, per a una difusió de 201.000 lectors diaris.